# Lijst van politieke partijen in Senegal
Dit is een lijst van politieke partijen in Senegal. 

## Regeringspartijen
- Afrikaanse Partij voor Democratie en Socialisme [Landing SAVANE]
- Alliantie van Progressieve Krachten
- Rassemblement National Démocratique [Madier DIOUF]
- Partij voor Onafhankelijkheid en Werk [Amath DANSOKHO]
- Parti Démocratique Sénégalais [Abdoulaye WADE]

## Oppositiepartijen
- Democratische Liga- Beweging voor de Arbeiderspartij [Dr. Abdoulaye BATHILY]
- Jëf-Jël Alliance
- Burgerschap- en Vooruitgangspartij
- Senegalese Liberale Partij
- Parti Socialiste du Sénégal [Abdou DIOUF]
- Unie voor Democratische Vernieuwing
- Afrikaanse Onafhankelijkheidspartij [Majhemout DIOP]
- Democratische Patriottische Conventie [Dr. Iba Der THIAM]
- Front voor Socialisme en Democratie [Sjeik Abdoulaye DIEYE]
- Gainde Centrist Bloc [Jean-Paul DIAS]
- Senegalese Democratische Partij- Vernieuwing [Serigne Lamine DIOP]
- Senegalese Democratische Unie- Vernieuwing [Mamadou Puritain FALL]